# 吉林省农村信用社联合社
吉林省农村信用社联合社成立于2004年5月20日，对吉林全省38家农村商业银行、14家县级联社，履行“服务、指导、协调和行业管理”职能。

## 问题
2016年6月中旬，吉林市越北镇一王姓女士收到欠吉林省农村信用社一笔4.5万元贷款的法院传票。但银行方面表示王女士年前曾贷款3.5万已还清并重新贷款4.5万元，王女士表示她无力偿还3.5元，对4.5万元的贷款也不知情。
2017年9月19日，吉林省农村信用社联合社因违反银行账户管理的相关规定，中国人民银行长春中心支行向其警告并罚款15万元。
2025年7月18日，国家金融监督管理总局公布批复显示，同意在吉林农信及其成员机构基础上筹建吉林农村商业银行。